# Hell 2 Play
Hell 2 Pay – piąty studyjny album Pastora Troya wydany w 2002 roku. Można na nim usłyszeć typowe południowe brzmienia oraz utwór skierowany do 2paca, które Pastor Troy bardzo podziwiał.

## Lista utworów
1. „Intro” – 1:13
2. „Hit Em wit da Pump” – 5:16
3. „Get My Weight Up” – 4:28
4. „Kilaz on the Frontline” – 4:06
5. „I Pray For” – 4:12
6. „Take Off” – 4:36
7. „I’m Cold” – 4:11
8. „Dear Pac” – 2:31
9. „Respect Game” – 4:08
10. „Fight or Run” – 4:42
11. „Rideout” – 1:48
12. „Vice Versa (Remix)” – 4:26
13. „My Enemies Vs. My Niggaz” – 7:39